# ابن قیم الجوزیه

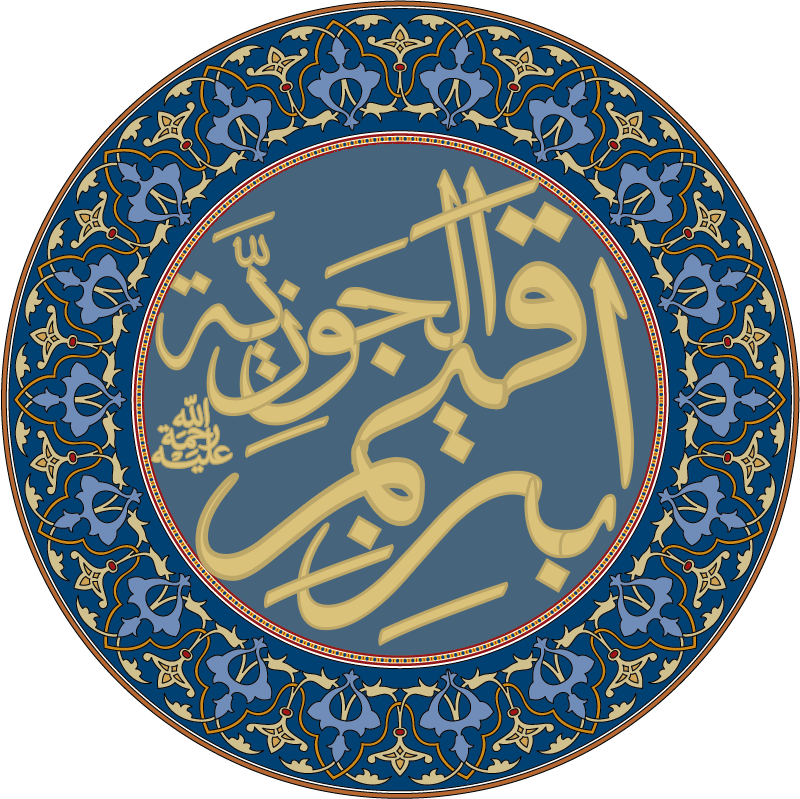

محمد بن ابی‌بکر بن ایوب بن سعد بن حریز زرعی دمشقی معروف به ابن قیم الجوزیه (۶۹۱–۷۵۱ هجری قمری) از روحانیون حنبلی مذهب می‌باشد. او در ۷ ماه صفر سال ۶۹۱ هجری قمری در روستای ازرع از توابع منطقه «حوران» سوریه متولد شد، در ایام نوجوانی به دمشق رفت و در محضر علماء آن شهر به کسب دانش پرداخت و در ماه رجب سال ۷۵۱ هجری قمری وفات یافت و در مسجد بزرگ دمشق بر پیکر او نماز خوانده شد.
شمس الدین ابوعبدالله محمد بن ابی بکر بن ایوب الزرعی الدمشقی الحنبلی (۲۹ ژانویه ۱۲۹۲ تا ۱۵ سپتامبر ۱۳۵۰ م / ۶۹۱ هجری قمری - ۷۵۱ هجری قمری) معروف به ابن جوزیه فقیه، متکلم و نویسنده معنوی مهم قرون وسطی بود. ابن قیم به مکتب فقهی اهل سنت حنبلی تعلق دارد، که او را «یکی از مهم‌ترین متفکران خود» می‌دانند، وی از شاگردان و شاگردان ابن تیمیه است، وی در سال ۱۳۲۶م به‌همراه استاد خود به دلیل مخالفت با سنتهای رایج آنزمان در حبس معروف ابن تیمیه در ارگ دمشق زندانی شد.
پدر ابن قیم مدیر مدرسه جوزیه بود که در آن دوره به عنوان دادگاه قانون برای قاضی حنبلی دمشق نیز خدمت می‌کرد. ابن قیم با تولید مجموعه‌ای غنی از آثار اعتقادی و ادبی به دانشمندی پرکار تبدیل شد. در نتیجه، تعداد زیادی از دانشمندان مهم مسلمان دوره مملوکیان در میان شاگردان ابن قیم بودند یا دست‌کم بسیار تحت تأثیر او بودند، از جمله، ابن کثیر مورخ شافعی (متوفی ۷۷۴/۱۳۷۳)، و محدث حنبلی ابن رجب (متوفی ۷۹۵/۱۳۹۷) و همه چیز دان شافعی ابن حجر عسقلانی (متوفی ۸۵۲/۱۴۴۹).

## آراء

### فقه ابن قیم
ابن قیم مانند استادش ابن تیمیه از حکومت تمامیت طلب حمایت می‌کرد. به عنوان مثال، او استدلال می‌کرد که «اغلب درست است که فردی با موقعیت پست را مجازات کنیم که مدعی رفتار نامناسب توسط شخص «معتبرتر» است.»
ابن قیم «نظریه شواهد» را تدوین کرد که باعث شد قضات «کمتر از قبل به شهادت شفاهی اعتماد کنند». یکی از نمونه‌ها، تعیین پدر بودن یک کودک توسط کارشناسانی بود که چهره «کودک و پدر ادعایی اش را برای شباهت» بررسی می‌کردند. دیگری در تعیین ناتوانی جنسی بود. اگر زنی به دلیل ناتوانی شوهرش تقاضای طلاق می‌کرد و شوهرش با این ادعا مخالفت می‌کرد، قاضی ممکن است نمونه‌ای از انزال شوهر بگیرد. به گفته ابن قیم «فقط منی اصیل در زمان جوشاندن، پسماند سفیدی از خود باقی می‌گذارد».
ابن قیم در بازجویی از متهم بر این باور بود که اگر مظنونان «افراد بد نام» باشند، می‌توان شهادت را توسط ضرب و شتم اخذ کرد. این برخلاف اکثر فقهای اسلامی بود که همیشه اذعان داشتند که «همه حق سکوت کردن در برابر اتهامات را دارند». درحالی‌که «از نظر تاریخی، شکنجه در فقه اسلامی ممنوع بوده‌است». اما ابن قیم معتقد بود که « محمد، خلفای راشدین و سایر صحابه» اگر حضور داشتند از موضع او حمایت می‌کردند.
ابن قیم تبریک گفتن به مسیحیان را در جشن‌های مذهبی‌شان منع کرد چون اینکار اعتقاد به اینکه عیسی پسر خدا است را تقویت می‌کند.

### تفسیر و تاویل و تشبیه
ابن قیم معتقد است که سلف (پیامبر و صحابه) بهترین در عقیده هستند و عقاید آنها امن‌ترین منبع برای اخذ است. او می‌گوید علت عقبگرد مسلمانان و ضعف آنها و تسلط دشمن بر آنها بدعت‌هایی که در حرفشان تفرقه انداخت از جمله صفاتی که متکلمان آن را انکار کرده‌اند.
وی معتقد است قرآن و حدیث را باید به زبان معمولی خواند چون در زمان خود بزبان معمولی نازل شده و هرگونه تشبیه و استعاره و تمثیل در آن باعث تغییر معنی برای خواننده می‌شود که وی آن را بدعت می‌نامد.
می‌گوید: «بدعت‌گذاران روش جانشینی را بر روش سلف ترجیح دادند، چنان‌که گمان می‌کردند راه پیشینیان صرفاً اعتقاد به این بوده‌است. کلمات قرآن و حدیث بدون فقه و بدون اینکه بفهمند خدا و رسولش از آنها چه می‌خواهند و معتقد بودند که در مقام بی سوادی هستند که خداوند دربارهٔ آنها فرمود:
{و در میان آنان افراد بیسوادی هستند که از کتاب جز آرزوهای خود را نمی‌فهمند} و روش متأخرین استخراج معانی متون و انحراف آنها با انواع استعاره و زبانهای غریب است.
می‌گوید:
ابن قیم خداوند متعال را با آنچه که خود و رسولش او را توصیف کرده‌است، بدون تحریف و خلل و بدون قیاس توصیف می‌کند. هر که خدا را به مخلوق تشبیه کند، کافر شده‌است، و هر کس آنچه را که خداوند خود را با آن توصیف کرده‌است انکار کند، کافر شده‌است. کسی که خدا را تشبیه کند، بتی را می‌پرستد، و کافر هیچ را می‌پرستد، و موحد، معبودی استوار را می‌پرستد، هیچ چیز مانند او نیست، و او شنوا و بیناست.

### در تصوف
تصوف از نظر ابن قیم عبارت است از زهد و تهذیب نفس و تهذیب حب و خوف و تقوای الهی برای آماده شدن برای راه رسیدن به مصاحبت  حقتعالی. و اینکه تصوف واقعی آن است که به سنت عمل کند و از آنچه خداوند بر رسولش نازل کرده‌است پیروی کند و مصدر آن قرآن و سنت و گفته‌ها و اعمال صحابه است که در دنیا دعوت به زهد می‌کنند. وی آنها را به دو دسته تقسیم کرد: صوفیان حقایق خردمند پیرو سنت پیامبر و صوفیان معیشتی که تصوف را پیشه ای برای امرار معاش می‌دانند.
وی تعدادی از بدعت‌ها را که وابستگان به تصوف در آن افتادند، انکار کرد، مانند: قول وحدت وجود مانند ابن عربی و حلاج، و قول سقوط تکلیف. و تمایز حق و شریعت و حکمیت سلیقه و رد علم و عبادت چیزی که خداوند تشریع نکرده‌است.

## آثار ترجمه شده
طب القلوب ترجمه عبدالعزیز سلیمی

## آثار
وی حدود صد اثر تألیف کرده‌است:
- اجتماع الجیوش الإسلامیة علی غزو المعطلة والجهمیة.
- الاجتهاد والتقلید.
- أحکام أهل الذمة.
- أسماء مؤلفات ابن تَیْمِیَّة.
- أصول التفسیر.
- الإعلام باتساع طرق الأحکام.
- إعلام الموقعین عن رب العالمین.
- إغاثة اللهفان من مصاید الشیطان.
- إغاثة اللهفان فی حکم طلاق الغضبان.
- اقتضاء الذکر بحصول الخیر ودفع الشر.
- الأمالی المکیة.
- أمثال القرآن.
- بدائع الفوائد.
- بطلان الکیمیاء من أربعین وجهًا.
- بیان الاستدلال علی بطلانِ اشتراط مُحَلِّلِ السِّبَاقِ والنِّضَالِ.
- التبیان فی أقسام القرآن.
- التَّحْبِیرُ لِمَا یِحِلُّ وَیحرمُ مِن لِبَاسِ الْحَرِیر.
- التحفة الْمَکِّیَّة.
- تحفة المودود بأحکام المولود.
- تحفة النازلین بجوار رب العالمین.
- التعلیق علی الأحکام.
- تفسیر الفاتحة.
- تفضیل مکة علی المدینة.
- تهذیب مختصر سنن أبی داود.
- الجامع بین السنن والآثار.
- جلاء الأفهام فی فضائل الصلاة والسلام علی خیر الأنام.
- جوابات عابدی الصُّلْبَان، وأن ما هم علیه دین الشیطان.
- الجواب الکافی لمن سأل عن ثمرة الدعاء إذا کان ما قدر واقع.
- الجواب عن علل أحادیث الفطر بالحجامة.
- الجواب الکافی لمن سأل عن الدواء الشافی أو الداء والدواء.
- حادی الأرواح إلی بلاد الأفراح.
- الحامل: هل تحیض أم لا؟.
- حکم إغمام هلال رمضان.
- حکم تارک الصلاة.
- حکم تفضیل بعض الأولاد علی بعض فی العَطِیَّة.
- رسالة إلی بعض إخوانه.
- الرِّسَالة التَّبُوکِیَّة.
- الرسالة الْحَلَبِیَّة فی الطریقة الْمُحَمَّدِیَّة.
- الرسالة الشافیة فی أسرار المعوذتین.
- رفع الیدین فی الصلاة.
- روضة المحبین ونزهة المشتاقین.
- الروح.
- الروح والنفس.
- زاد المسافرین إلی منازلِ السعداءِ فی هَدی خاتم الأنبیاء.
- زاد المعاد فی هدی خیر العباد.
- شرح أسماءِ الکتابِ العزیزِ.
- شرح الأسماء الحسنی.
- شفاء العلیل فی مسائل القضاء والقدر والحکمة والتعلیل.
- الصواعق المرسلة علی الجهمیة والمعطلة.
- الصراط المستقیم فی أحکام أهل الجحیم.
- الطاعون.
- الطب النبوی.
- طریق الهجرتین وباب السعادتین.
- الطُّرُقُ الْحُکْمِیَّة فی السِّیاسَة الشَّرعیة.
- عِدَةُ الصَّابرین وذخیرةُ الشَّاکرین.
- عَقدُ مُحْکَمِ الإخاءِ بین الکلمِ الطَّیِّبِ والعملِ الصالحِ المرفوع إلی رب السماء.
- الفتحُ القُدْسِیُّ.
- الفرق بین الخلة والمحبة ومناظرة الخلیل لقومه.
- الفُروسِیة.
- فَضلُ العِلْمِ وأَهْلِهِ.
- فوائدُ فی الکلامِ علی حدیثِ الغَمَامةِ، وحدیث الغَزَالةِ، والضَّبِّ، وغیره.
- الفوائد.
- قُرَّةُ عیونِ الْمُحِبِّین، وروضةُ قلوبِ العارفین.
- الکافیة الشافیة فی النحو.
- الکافیة الشافیة فی الانتصار للفرقة الناجیة.
- الکبائر.
- کشف الغطاء عن حکم سماع الغناء.
- اللَّمْحَة فی الرَّدِّ علی ابن طلحة.
- مدارج السالکین بین منازل إیاک نعبد وإیاک نستعین.
- المسائل الطرابلسیة.
- معانی الأدوات والحروف.
- أسرار الصلاة (رسالة).
- مفتاح دار السعادة ومنشور ولایة العلم والإرادة.
- الْمَنَارُ الْمُنِیفُ فی الصَّحِیحِ والضَّعِیفِ.
- الْمَوْرِدُ الصَّافِی والظِّلُّ الضَّافِی.
- مولد النبی صلی الله علیه وسلم.
- نَقْدُ الْمُنْقُول، والمحکُّ الْمُمَیِّزُ بین المقبول والمردود.
- نِکَاحُ الْمُحْرِم.
- نورُ الْمُؤْمِنِ وَحَیَاتُهُ.
- هدایة الحیاری فی أجوبة الیهود والنصاری.
- الوابل الصیب من الکلم الطیب.